# هيرب بروكس
هيرب بروكس (بالإنجليزية: Herb Brooks)‏ هو مدرب هوكي جليد أمريكي، ولد في 5 أغسطس 1937 في سانت بول في الولايات المتحدة، وتوفي في 11 أغسطس 2003 في فورست ليك في الولايات المتحدة بسبب حادث مرور.

## وصلات خارجية
- هيرب بروكس على موقع EliteProspects.com (الإنجليزية)
- هيرب بروكس على موقع HockeyDB.com (الإنجليزية)
- هيرب بروكس على موقع اللجنة الأولمبية الدولية (الإنجليزية)
- هيرب بروكس على موقع أوليمبيديا (الإنجليزية)
- هيرب بروكس على موقع إن إن دي بي (الإنجليزية)